# Praia do Baixio
Praia do Baixio är en ort i Brasilien.   Den ligger i kommunen Esplanada och delstaten Bahia, i den östra delen av landet, 1 200 km öster om huvudstaden Brasília. Praia do Baixio ligger 20 meter över havet och antalet invånare är 750.
Terrängen runt Praia do Baixio är platt. Havet är nära Praia do Baixio åt sydost. Trakten är glest befolkad. Det finns inga andra samhällen i närheten.